# Hokkien (språk)

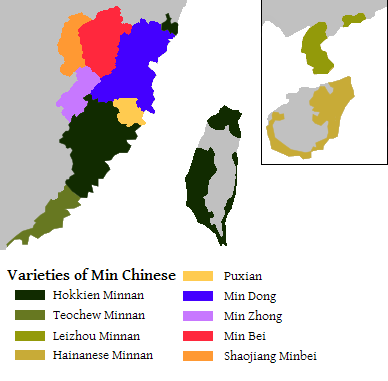
Min-gruppens nio språk med hokkien i mörk grönt.

Hokkien (traditionell kinesiska: 福建話, förenklade kinesiska: 福建话, också chuanchew–changchew (泉漳片 / 泉漳片) är ett kinesiskt språk inom språkgruppen minnan. Språket används i provinsen Fujian i Kina, på Taiwan och i den kinesiska diasporan i Sydostasien.

## Geografisk utdelning
Språket hokkien kommer ursprungligen från den södra del av provinsen Fujian. Den har spridit sig i takt med den kinesiska utvandringen och är som resultat ett starkt språk bland kinesisktalande invånare längs med Sydkinesiska havets kuster. Talare av hokkian bor i till exempel Guangdong, på Taiwan, i Malaysia, Singapore, Indonesien, Myanmar, Thailand, i Hongkong och på Filippinerna.
I Singapore pratar ca. 8,7% av befolkningen hokkien i hemmet. 